# Aplozia reniformia
Aplozia reniformia là một loài Rêu trong họ Jungermanniaceae. Loài này được Horik. mô tả khoa học đầu tiên năm 1934.